# Jurij Istomin
Jurij Istomin, född den 3 juli 1944 i Charkov, Ukrainska SSR, Sovjetunionen, död 6 februari 1999 i Moskva, Ryssland, var en sovjetisk fotbollsspelare som medverkade i det sovjetiska landslaget som tog OS-brons i fotbollsturneringen vid de olympiska sommarspelen 1972 i München.